# L'ombelico magico
L'ombelico magico (The Magic Legacy) è un film documentario del 2015 diretto da Laura Cini.

## Trama
Nelle campagne della Versilia, Giulia, ventitreenne in cerca del proprio equilibrio, vorrebbe diventare l'erede magica di Edda, un’anziana signora depositaria dell’antica arte della "segnatura" del malocchio e della paura.

## Riconoscimenti
- Bellaria Film Festival
  - 2016 – Menzione Speciale B.I.M. 60